# Gynnidomorpha romonana
Gynnidomorpha romonana es una especie de polilla tortrícida perteneciente a la tribu Cochylini, de la subfamilia Tortricinae, orden Lepidoptera. Fue descrita científicamente por el entomólogo americano William D. Kearfott en 1908.
Cuenta con una envergadura de 10-12 mm. Los ejemplares adultos suelen ser muy activos entre mayo y septiembre.

## Distribución
Se distribuye por América del Norte, principalmente en los Estados Unidos (Nueva Jersey, Maryland, Illinois) y Canadá (Manitoba).